# Bahnhof Löffingen
Der Bahnhof Löffingen ist der Bahnhof der baden-württembergischen Gemeinde Löffingen im Landkreis Breisgau-Hochschwarzwald. Er befindet sich auf 804 Meter über Normalnull und liegt an der Hinteren Höllentalbahn Titisee-Neustadt–Donaueschingen. Der Bahnhof verfügt über zwei Bahnsteiggleise.
Löffingen ist in den Regio-Verkehrsverbund Freiburg (RVF) eingegliedert.

## Geschichte
Am 23. Mai 1887 wurde die Bahnstrecke Freiburg–Neustadt eröffnet. In der Folgezeit wurde über eine Fortführung der Höllentalbahn von Neustadt in Richtung Donaueschingen in zwei Varianten diskutiert:
- Neustadt – Rötenbach – Löffingen – Bräunlingen – Hüfingen – Donaueschingen
- Neustadt – Hammereisenbach – Hüfingen – Donaueschingen

Die Stadt Löffingen forderte in insgesamt neun Petitionen zwischen 1881 und 1887 die erste Variante. Diese wurde auch durch die Stadt Freiburg und die Handelskammer für den Kreis Freiburg befürwortet. Ebenfalls für die erste Streckenführung sprachen auch die bessere technische Durchführbarkeit, die kürzere Fahrzeit und die militärische Bedeutung. Aufgrund fehlender finanzieller Mittel verzögerte sich jedoch der Weiterbau der Strecke Richtung Donaueschingen.
Bei einer Eisenbahnversammlung Ende 1887 in Löffingen forderte der Freiburger Oberbürgermeister die Verwirklichung der ersten Variante über Löffingen nach Donaueschingen. Paul Tritscheller und Franz Josef Faller, zwei Lenzkircher Abgeordnete und Fabrikanten, unterstützten diese Forderung.
Am 25. November 1896 beschloss die zweite Kammer der Landesstände in Karlsruhe den Weiterbau der Höllentalbahn mit einer überraschenden Streckenänderung: Neustadt – Kappel – Rötenbach – Löffingen – Reiselfingen (Seppenhofen) – Bachheim – Unadingen – Döggingen – Hausen vor Wald – Hüfingen. Knapp drei Monate später legte ein von Großherzog Friedrich I. unterschriebenes Gesetz endgültig diese Streckenführung fest.
Bei der feierlichen Eröffnung der hinteren Höllentalbahn am 19. August 1901 (gleichzeitig mit der Verlängerung der Elztalbahn bis Elzach) in Anwesenheit des Großherzogs Friedrich I., des Fürsten Max-Egon zu Fürstenberg und hoher Staatsbeamter wurde der Löffinger Bürgermeister Karl Kuster mit dem Verdienstkreuz des Zähringer Löwen ausgezeichnet. Gleichzeitig erhielt der mit dem Bau betraute Oberingenieur Otto Hardung das Ritterkreuz I. Klasse sowie der Donaueschinger Bürgermeister Fischer das Ritterkreuz II. Klasse mit Eichenlaub. Einen Tag später begann der regelmäßige Verkehr.
Zum Fahrplanwechsel im Dezember 2003 wurde der Kleber-Express, ein von Freiburg über Donaueschingen, Bad Saulgau und Memmingen nach München verkehrender Heckeneilzug, eingestellt, womit es keine umsteigefreie Verbindung von Löffingen nach Freiburg mehr gab.
Im Rahmen des Projektes „Breisgau-S-Bahn 2020“ wurde bis Dezember 2019 der noch fehlende Höllentalbahn-Abschnitt, und damit auch der Bahnhof Löffingen, elektrifiziert, um durchgehende Züge von Breisach über Freiburg, Neustadt und Donaueschingen bis nach Villingen zu ermöglichen.

## Aufbau

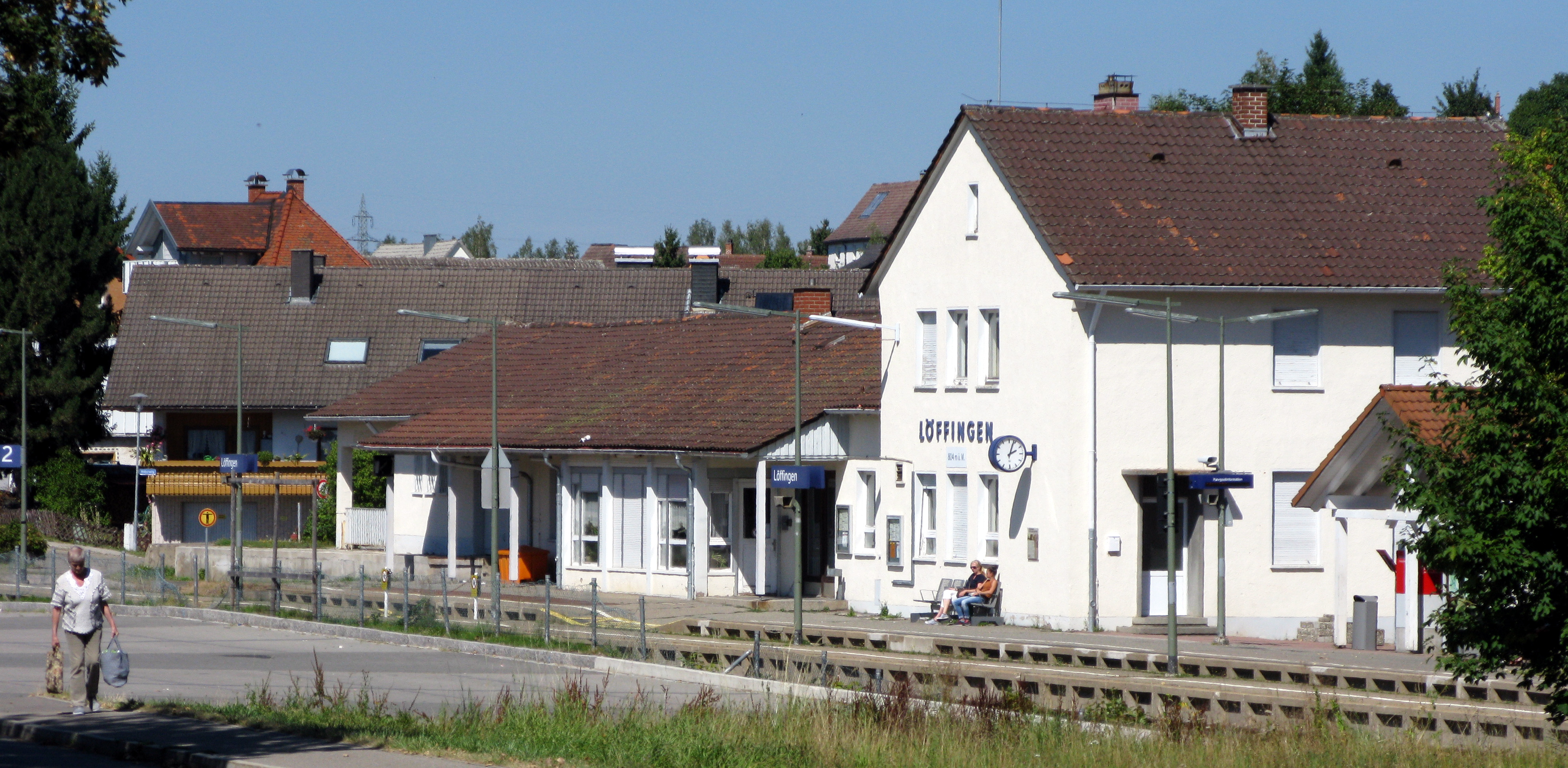
Gleisseite

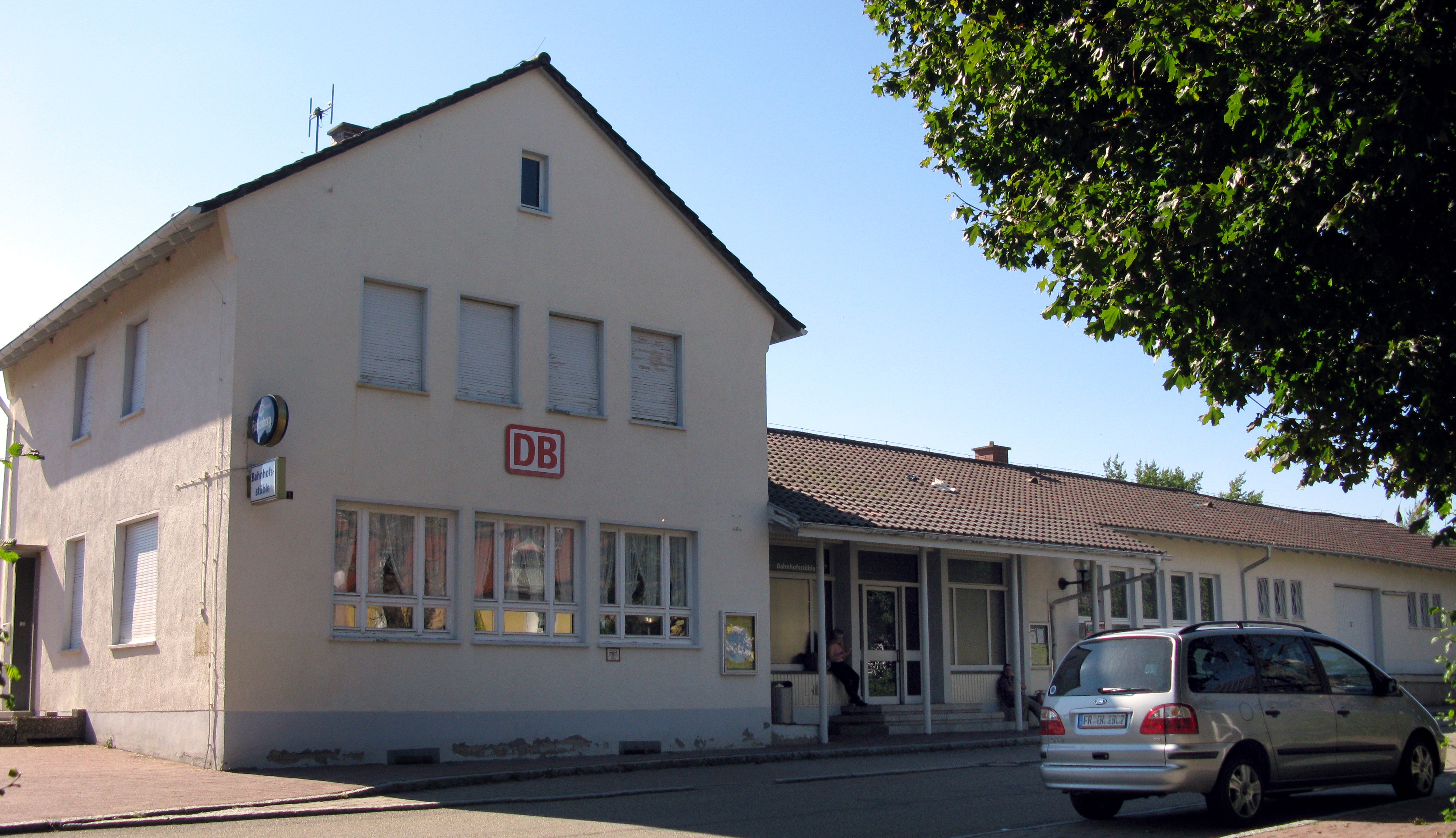
Straßenseite

Das Empfangsgebäude des Bahnhofs Löffingen wurde mit Eröffnung der hinteren Höllentalbahn errichtet. Ein zweigeschossiger Backsteinbau entsprechend der typischen badischen Bahnhofsanordnung mit einstöckigen Anbauten zu beiden Seiten sowie einem separaten Abortgebäude bildete das Bahnhofsensemble, welches im Zweiten Weltkrieg komplett zerstört und erst 1957 wiederaufgebaut wurde. Es befindet sich nordöstlich der Gleise. Das heutige Empfangsgebäude besteht aus einem zweigeschossigen Hauptbau mit giebelständigem Satteldach und einem nördlich anschließenden eingeschossigen Bau mit traufständigem Satteldach, in dem sich ein Wartesaal für Reisende befindet. Nördlich befindet sich ein Anbau, welcher früher der Güterverladung diente, heute jedoch nicht mehr genutzt wird. Im südlichen Teil des Gebäudes befindet sich heute eine Bahnhofsgaststätte.
Der Bahnhof besaß drei Gleise, wovon zwei Gleise mit je einem Bahnsteig noch in Betrieb sind. Hauptsächlich wird Gleis 1 in beide Richtungen genutzt. Gleis 2 und dessen Außenbahnsteig wird nur bei planmäßigen oder außerplanmäßigen Zugkreuzungen genutzt. Bis zum barrierefreien Ausbau für die Breisgau-S-Bahn existierte an Gleis 2 ein Zwischenbahnsteig, der nur über einen schienengleichen Übergang zu erreichen war.
Die Weichen und Signale des Bahnhofs wurden bis zum 30. April 2018 von einem mechanischen Stellwerk der Einheitsbauart gestellt, das sich in einem Stellwerksvorbau am Empfangsgebäude befand. Der Bahnhof war bis dahin mit Formsignalen ausgestattet, seither hat er Lichtsignale und wird vom Stellwerk in Freiburg-Wiehre aus ferngesteuert.
| Gleis | Nutzbare Länge | Bahnsteighöhe | Nutzung                                      |
| ----- | -------------- | ------------- | -------------------------------------------- |
| 1     | 174 m          | 38 cm         | Züge in Richtung Neustadt und Donaueschingen |
| 2     | 102 m          | 38 cm         | Ausweichgleis                                |

Im Zuge des Ausbaus für die Breisgau-S-Bahn wurden die Bahnsteige 2018 mit 140 m Länge und 55 cm Höhe neu angelegt.

## Verkehr

### Personenverkehr
Der Streckenabschnitt Neustadt–Donaueschingen – und damit auch der Bahnhof Löffingen – wird im Stundentakt bedient. Es verkehren Züge der Linie S 10.
Seit 2009 fahren in den Sommermonaten Juli bis September sowie erstmals auch im Winter 2012/13 an einzelnen Wochenenden Dampfsonderzüge der IG 3-Seenbahn auf der Strecke zwischen Titisee und Löffingen sowie auf der in Titisee abzweigenden Dreiseenbahn.
| Linie | Verlauf | Takt   | Betreiber |
| ----- | --- | ------ | --------- |
| S10   | Freiburg (Breisgau) Hbf – Freiburg-Wiehre – Freiburg-Littenweiler – Kirchzarten – Himmelreich – Hinterzarten – Titisee – Neustadt (Schwarzw) – Rötenbach (Baden) – Löffingen – Bachheim – Unadingen – Döggingen – Hüfingen Mitte – Donaueschingen (– Donaueschingen-Mitte/Siedlung – Donaueschingen-Aufen – Donaueschingen-Grüningen – Brigachtal-Klengen – Brigachtal-Kirchdorf – Marbach West (Villingen-Schwenningen)) (einzelne Züge in Tagesrandlage) – Villingen (Schwarzw) Züge verkehren zwischen Freiburg Hbf und Titisee vereinigt mit S1 nach/von Seebrugg Stand: Fahrplanwechsel Dezember 2022 | 60 min | DB Regio  |

### Güterverkehr
Auf der Höllentalbahn wird nur noch die Papierfabrik Neustadt von der Schiene aus bedient. Der Güterzug auf dem Abschnitt zwischen Neustadt und Donaueschingen verkehrt mehrmals pro Woche je nach Bedarf und kreuzt die Personenzüge in Löffingen.

### Busverkehr
Direkt vor dem Empfangsgebäude befinden sich zwei Bushaltestellen. Dort verkehren Busse der Regionalbuslinie 7259 in Richtung Rötenbach, Friedenweiler, Neustadt, Bachheim, Unadingen, Hüfingen, Donaueschingen, Dittishausen, Göschweiler, Reiselfingen und Seppenhofen.